# Cutis (Zeitschrift)
Cutis ist eine wissenschaftliche Fachzeitschrift, die vom Quadrant-Healthcom-Verlag veröffentlicht wird. Die Zeitschrift erscheint mit zwölf Ausgaben im Jahr. Es werden Arbeiten aus allen Bereichen der Dermatologie veröffentlicht.
Der Impact Factor lag im Jahr 2014 bei 0,719. Nach der Statistik des ISI Web of Knowledge wird das Journal mit diesem Impact Factor in der Kategorie Dermatologie an 56. Stelle von 63 Zeitschriften geführt.